# Circuito di Marrakech
Il circuito stradale di Marrakech , anche noto come Circuito Internazionale Automobile Moulay El Hassan è un circuito cittadino non permanente, lungo 2,97 km allestito nella città di Marrakech, nel distretto di Agdal in Marocco. L'organizzazione è gestita dalla MGP.
Il partner della MGP in Marocco, la D3 Motorsport Development ha avuto il compito di disegnare il tracciato. Essa è la stessa società di architetti che ha definito il tracciato di Surfers Paradise in Australia. Ali Horma, presidente del Marrakech Grand Prix e dell'MGP, ha indicato il tracciato come "eccitante" per i tifosi del WTCC e le televisioni, in quanto esso è veloce e impegnativo. Il Groupe Menara ha svolto la supervisione della costruzione del tracciato che interessa la route de l'Ourika e il boulevard Mohammed. Il paddock è stato sistemato lungo le mura del Giardino Reale e, per la sicurezza, più di 2500 blocchi di cemento sono stati posti ai bordi del tracciato.
La terza gara del campionato WTCC 2009 vi si è tenuta il 3 maggio 2009. È stata la prima gara automobilistica internazionale tenuta nella nazione dal Gran Premio del Marocco 1958 di Formula 1, che si tenne sul circuito di Ain-Diab a Casablanca. Nel 2010 ospita anche un weekend di gare della Formula 2.
Dal 2016 ospita il campionato di Formula E, nella sua nuova versione lunga circa 3 km.